# Plecoptera misera
Plecoptera misera is een vlinder uit de familie spinneruilen (Erebidae). De wetenschappelijke naam is voor het eerst geldig gepubliceerd in 1883 door Butler.
De soort komt voor in tropisch Afrika.